# Mahibadhoo
Mahibadhoo è una città insulare situata nel centro delle Maldive ed è la capitale dell'atollo di Ari Sud.

## Geografia
L'isola è 75,72 km a sud-ovest della capitale del paese, Male. L'isola misura 2,4 km di lunghezza e 1,21 km di larghezza.

## Demografia
| Anno | Pop.  | ±%     |
| 2006 | 1.780 | -      |
| 2014 | 1.939 | +8,9%  |
| 2021 | 2.500 | +28,9% |

## Governo
L'isola di Mahibadhoo è governata dal Segretariato del Consiglio di Mahibadhoo. Il consiglio dell'isola è amministrato dall'autorità del governo locale.
Consiglieri
Presidente Rashad Ali.
Vicepresidente Ibrahim Shathir.
Consigliere Shaufa Adam.
Consigliere Mohamed Maumoon.
Consigliere Muneefa Adam.
Esecutivi
Segretario generale Gasim Sihan.
Esecutivo del Consiglio Mohamed Faiz.
A. Esecutivo del Consiglio Mohamed Naushad.
Il collegio elettorale di Mahibadhoo, che comprende Kun'burudhoo e Hangnaameedhoo, è rappresentato in parlamento da Ahmed Thoriq, membro parlamentare del Partito Progressista delle Maldive (PPM). Nell'aprile 2019 Ahmed Thoriq è stato eletto per un secondo mandato e rappresenterà il collegio elettorale almeno fino al 2024.

## Economia
Con una popolazione di circa 2500 persone, il sostentamento della maggior parte delle famiglie dipende dalla pesca e dal turismo.
La pesca del tonno pinna gialla è la principale fonte di reddito per la maggior parte della popolazione. Diversi pescherecci più piccoli vivono della vendita di pesci di barriera alle vicine località turistiche.
Una parte significativa della popolazione Millennial e Gen Z di Mahibadhoo è impiegata nelle località turistiche. A partire dal 2022, operano dall'isola nove pensioni di proprietà locale.
In quanto isola governativa dell'atollo, le divisioni e le filiali di diversi uffici pubblici hanno sede a Mahibadhoo. Tali istituzioni sono una fonte primaria di reddito per molti.
Mahibadhoo ha visto anche un'impennata delle piccole imprese all'inizio del XXI secolo, da caffetterie e negozi di alimentari, a pensioni e servizi di traghetti veloci.
Il 12 gennaio 2020 è stato lanciato a Mahibadhoo un progetto di allevamento di cernie sponsorizzato dallo stato, guidato dal Ministero della pesca, delle risorse marine e dell'agricoltura. Il progetto pilota fa parte del progetto di sviluppo sostenibile delle risorse della pesca del ministero ed è finanziato dalla Banca Mondiale.

## Infrastrutture e servizi
Gli edifici pubblici di principale importanza dell'isola includono il consiglio dell'atollo, l'ospedale dell'atollo, il consiglio dell'isola, la stazione di polizia, il centro educativo dell'atollo, una filiale della BML, un tribunale magistrato, una divisione della STELCO e della società FENAKA, un impianto di ghiaccio e quattro moschee (una delle quali non è più utilizzata per il culto).
Le strade di Mahibadhoo, ad eccezione di alcune, sono lastricate con pietra. Altri luoghi pubblici includono un campo da calcio in erba approvato dalla FIFA, il porto sud e il parco adiacente, il porto nord, un campo da netball e un campo da calcetto con pavimento. Sulla costa occidentale dell'isola si trova "Bun'baru Beach" per il pubblico e una spiaggia privata esclusivamente per i turisti.
Le strutture private a Mahibadhoo includono pensioni, fornitori di servizi di traghetti veloci, caffetterie e ristoranti.

## Istruzione
A Mahibadhoo, l'istruzione per gli adolescenti inizia dall'asilo nido presso la Mahibadhoo Pre-school. L'istruzione primaria e secondaria, fino ai livelli O (secondo anno delle superiori), è fornita dall'Atoll Education Center. Gli studenti possono scegliere tra economia, scienza o settore B-tech per specializzarsi. Gli studenti in cerca di istruzione superiore continuano i loro studi nella capitale Malé.
Mahibadhoo ha un campus del Villa College, che offre corsi di ogni tipo, a seconda della domanda di iscrizione al corso.

## Assistenza sanitaria
L'Atoll Hospital è il principale fornitore di assistenza sanitaria per la popolazione dell'atollo di Ari Sud. Alcuni dei servizi disponibili presso l'ospedale includono ECG, indagini di laboratorio, parti, raggi X, ecografie, vaccinazioni e visite mediche come parte del rinnovo/richiesta di permesso di lavoro. I servizi specialistici tra cui ginecologia, pediatria e cure odontoiatriche sono inclusi nei servizi prontamente disponibili dell'ospedale. L'ospedale ospita anche un campo di circoncisione annuale.
Procare Clinic and Dental Centre opera come una clinica privata e fornisce consulenze specialistiche occasionali, oltre a servizi che includono raggi X, indagini di laboratorio, controllo della vista e odontoiatria.

## Sport e tempo libero
Mahibadhoo è nota a livello nazionale per il loro impegno nello sport, in particolare per la crescita dei giocatori di calcio. L'isola è conosciuta in tutto il mondo per il suo campo da calcio che è stato presentato sulle piattaforme più famose e più grandi del mondo come FIFA, AFC, 433, (contenuti di Mohamed Naushad). Mahibadhoo è la città natale dell'ex portiere della nazionale, Imran Mohamed, e dell'ex attaccante della nazionale, Ahmed Thoriq. I due si sono ritirati dal calcio professionistico. Altri importanti calciatori di Mahibadhoo includono Samooh Ali, Asadhulla Abdhulla, Hussain Niyaz Mohamed.
Nel 2010, Imran e Tariq hanno fondato il Mahibadhoo Sports Club. La Mahibadhoo Sports Club Academy forma i bambini per farli diventare future stelle del calcio e per permettere loro di condurre un'infanzia sana.